# Jean Grothe
Jean Grothe (* 6. August 1865 in Roermond, Herzogtum Limburg, Deutscher Bund; † 1924 in Dormagen, Rheinprovinz) war ein deutscher Genre-, Landschafts- und Stilllebenmaler sowie Lithograf der Düsseldorfer Schule.

## Leben

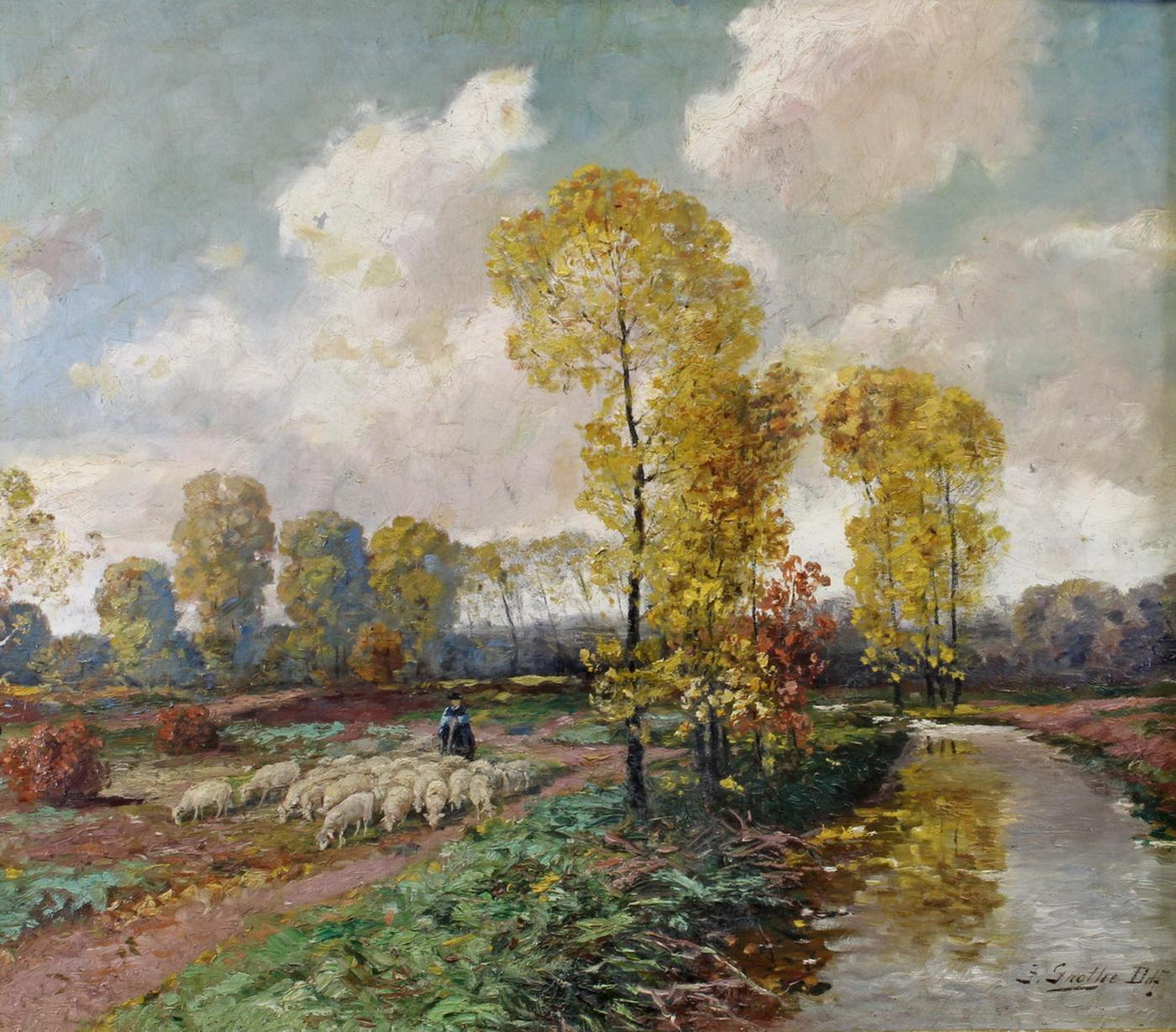
Schafherde am Niederrhein

Grothe studierte 1887 bis 1889 an der Kunstakademie Düsseldorf, nachdem er Schüler von Albert Zimmermann in München gewesen war. An der Düsseldorfer Akademie waren Hugo Crola, Heinrich Lauenstein und Adolf Schill seine Lehrer. Von 1897 bis 1901 war Grothe Mitglied des Künstlervereins Malkasten.